# Bag-in-Box

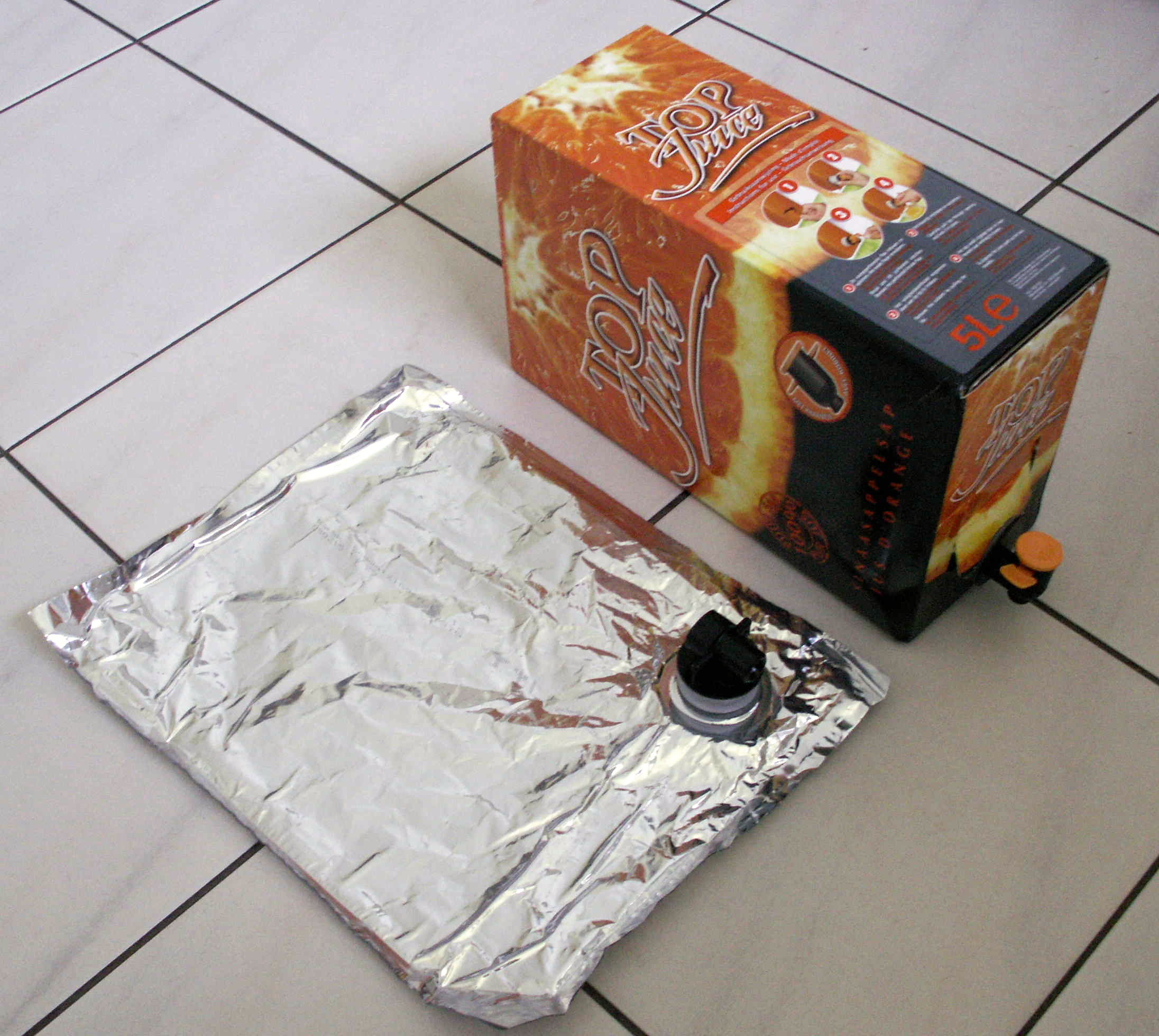
Bag-in-Box-Karton mit entnommenem leerem Beutel

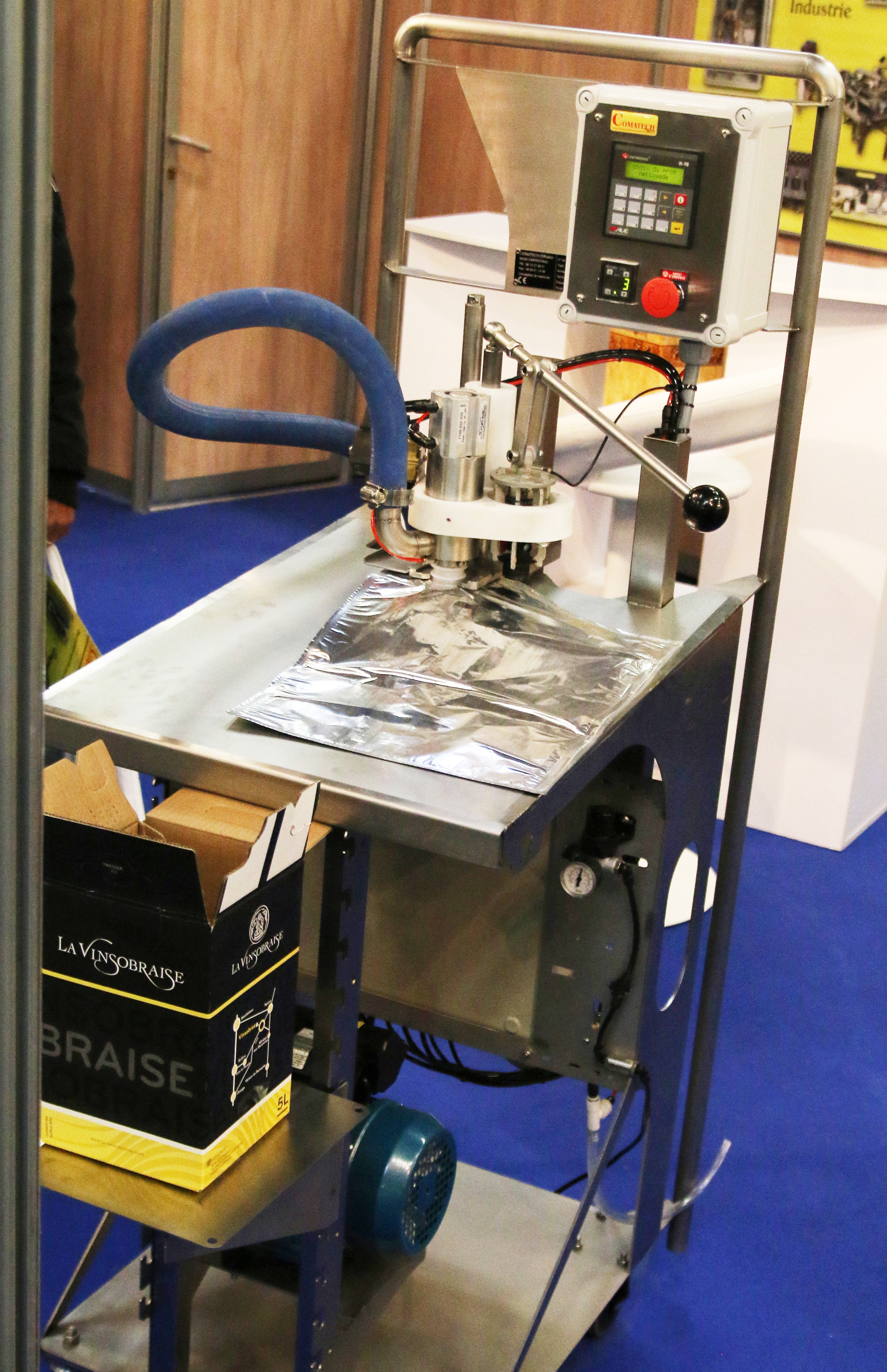
BiB-Abfüllanlage

Die so genannte Bag-in-Box ist eine Verpackung für Flüssigkeiten, speziell Lebensmittel. Das englische Bag-in-Box, kurz BiB bedeutet wörtlich „Beutel-in-Schachtel“, andere Bezeichnungen sind Baginbox, baginabox oder bag-in-tube. Die Verpackung besteht aus einem Innenbeutel aus einem Folienverbundmaterial (aus zum Beispiel Aluminium/HDPE oder Polyethylen (PE)) in Verbindung mit Ethylen-Vinylalkohol-Copolymer (EVOH), der mechanisch durch eine Umverpackung (Kartonage) aus Wellkarton oder Holz oder einer Röhre (engl. tube) aus Karton gestützt wird.
Die Bag-in-Box-Verpackung wurde 1955 als Flüssigkeitscontainer durch William R. Scholle erfunden.

## Technologie
Bei dieser Technik wird der Innenbeutel durch den Hersteller mit der stillen (drucklosen) Flüssigkeit befüllt, mit dem Zapfhahn verschlossen und kommt dann in den Umkarton. Essenziell ist die Einhaltung der Füllhygiene und die hohe Spitzenlast (Durchflussrate) während des Abfüllprozesses. Daher wird das Produkt meist in einem keimfreien (aseptischen) Puffertank zwischengelagert. Heißabfüllungen sind bei entsprechendem Beutelmaterial möglich.
Der Konsument öffnet ein vorgestanztes Fenster im Umkarton und kann das Getränk entweder aus einem einfachen Zapfhahn entnehmen oder den Beutel mit einem Dispenser zur weiteren Verteilung verbinden.

## Vergleich mit anderen Verpackungen
Die Bag-in-Box-Packung steht in Konkurrenz zu Glas- und Kunststoffflaschen, zu Getränkekartons wie Tetra Pak und zur Schlauchverpackung. Die Vor- und Nachteile ergeben sich jeweils im Vergleich mit diesen.

### Umweltaspekte
Ein Vorteil gegenüber der Glasflasche ist das geringere Volumen und das geringere Verpackungsgewicht im Verhältnis zum Inhalt. Dies reduziert den Energiebedarf für den Transport insbesondere bei langen Distanzen.
Ebenso wird zur Herstellung des Beutels und Kartons erheblich weniger Treibhausgas freigesetzt als bei der Herstellung einer entsprechenden Menge Glasflaschen.
Die Verpackung kann leicht in Beutel und Karton getrennt, zerlegt und platzsparend entsorgt und recyclet werden.
Eine Studie der staatlichen Einrichtungen Systembolaget und Vinmonopolet kam 2010 zu dem Ergebnis, dass BiB-Verpackungen je nach Gebindegröße nur zwischen 12 und 29 % des CO2-Fußabdrucks einer 0,75-Liter-Glasflasche erzeugen und auch bei allen anderen ökologischen Kriterien der Glasflasche deutlich überlegen waren.

### Handhabung
Vorteile gegenüber der reinen Schlauchverpackung ist der bessere Schutz und die Stapelbarkeit. Gegenüber Glasflaschen gibt es kein Risiko eines Glasbruchs.
Für Abfüller und Hersteller ist die große bedruckbare Fläche für Kennzeichnung und Werbung vorteilhaft. Das flexible Beutelmaterial erlaubt eine gegenüber PET-Flaschen einfache Heißabfüllung.

### Geschmack und Haltbarkeit
Aus geschmacklicher Sicht ist vorteilhaft, dass in BiB verpackter Wein nicht wie bei mit Naturkork verschlossenen Flaschen der Gefahr unterliegt, einen Korkton zu entwickeln.
Die Haltbarkeit der verpackten Produkte nach dem Öffnen der Verpackung ist besser, da bei der Entnahme von außen keine Luft an das in der Verpackung verbleibende Produkt gelangt, so dass Oxidationsvorgänge oder Verkeimungen vermieden werden können. Die Getränke sind daher in der Regel auch bei Zimmertemperatur nach dem Öffnen mindestens mehrere Wochen haltbar; die Haltbarkeit reduziert sich bei höheren Temperaturen.
Dem gegenüber steht eine im Vergleich zu Glasverpackungen mutmaßlich geringere Langzeitlagerfähigkeit des ungeöffneten Produkts. In einer Studie der University of California wurden in Langzeittests über drei Monate die Geschmacksveränderungen von kalifornischem Chardonnay nach der Lagerung in verschiedenen Verpackungen untersucht. 
Dabei wies in Bag-in-Boxes abgefüllter Wein, der bei 40 °C gelagert wurde, eine höhere Menge an Essig-Aromen auf als in Flaschen abgefüllter Wein, bei niedrigeren Temperaturen (Zimmertemperatur oder darunter) war der Unterschied deutlich geringer. Eine 2011 in der Schweiz durchgeführte ähnliche Studie kam Zu vergleichbaren Ergebnissen.

### Akzeptanz
Nachteil aus Sicht des Händlers ist die zum Teil geringe Akzeptanz beim Kunden, unter anderem weil Verbraucher im Karton oft minderwertige Massenware vermuten oder die Anmutung des Kartons sie nicht anspricht.

## Verbreitung und Gebindegrößen

### Endverbrauchermarkt
Bag-in-Box-Verpackungen für Endverbraucher werden vornehmlich eingesetzt für Weine und Fruchtsäfte, seltener für Milch. Gebräuchliche Volumina sind 3-, 5- und 10-Liter-Beutel.
Im englischsprachigen Raum (Neuseeland, Australien, USA) ist die Bag-in-Box-Verpackung für Weine weit verbreitet; ein Großteil der dortigen Produktionsmengen wird in dieser Form vermarktet. Innerhalb Europas sind Skandinavien und Großbritannien die größten Märkte für Bag-in-Box-Weine, -Fruchtsäfte (Heißabfüllung) und -Molkereiprodukte.
In Frankreich werden Tafelwein-Abfüllungen in solchen Kartons mit Innenbeuteln bis 20 Liter (genannt Cubitainer) schon seit Ende der 1970er Jahre genutzt. Viele Franzosen kaufen damit Wein in größeren Mengen beim Winzer ein und füllen dann selber im eigenen Keller ab.

### Gewerbe

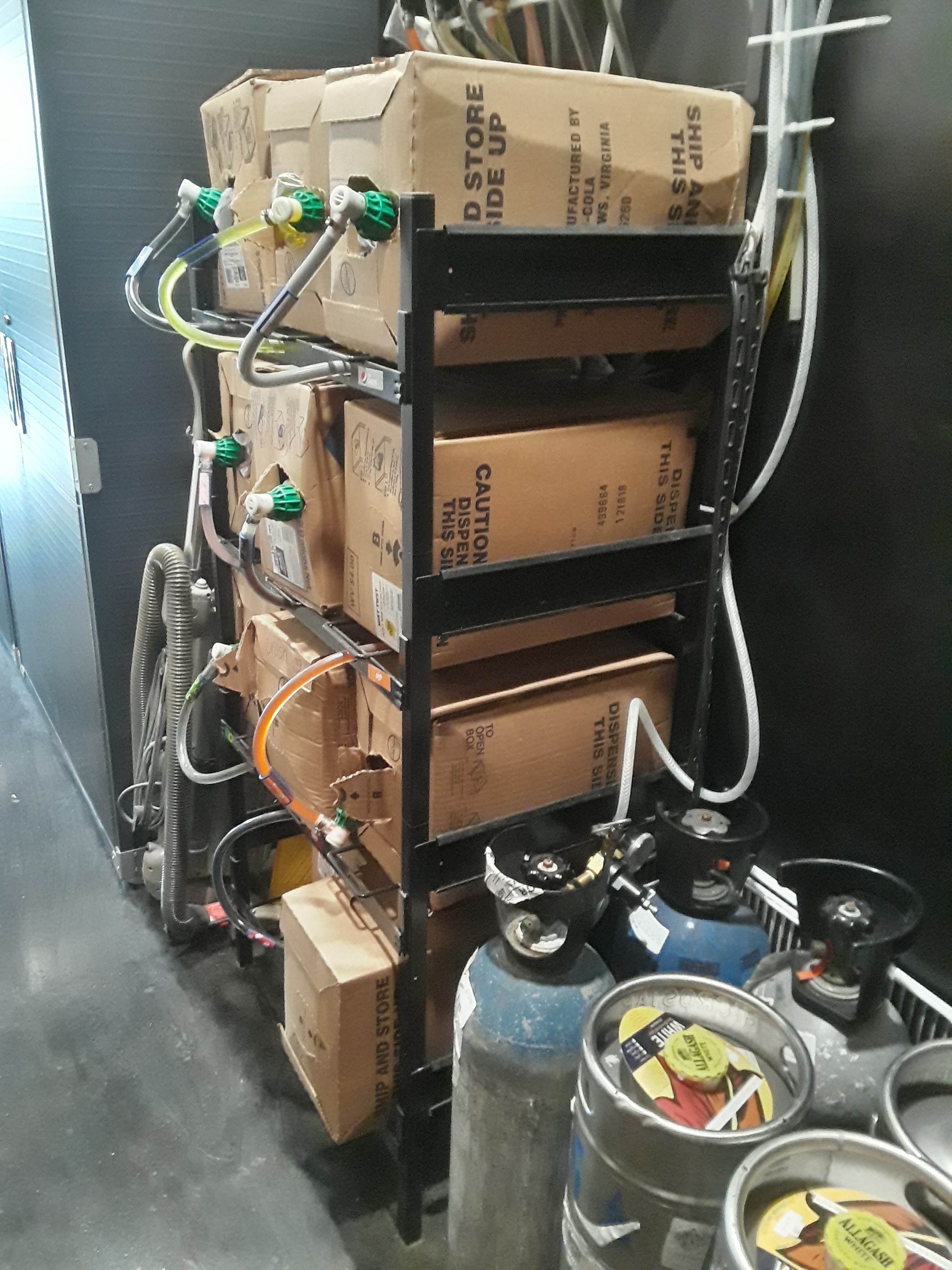
Bag-in-Box-verpackte Getränkesirups in der Gastronomie

Für gewerbliche Anwendungen in der Gastronomie und Lebensmittelindustrie werden Bag-in-Boxes vielfach für Sirups, Speiseöle, Essige oder zur Limonade-Herstellung eingesetzt. Seit 2009 wird für gastronomische Anwendungen auch ein Bag-in-Box-Konzept für Bier als Alternative zum Fassbier angeboten. Hierbei wird dem Bier vor dem Abfüllen die Kohlensäure entzogen und erst während des Ausschenkens mittels eines „Bier-Carbonators“ wieder zugeführt.
Die Gebindegrößen sind mit bis zu 1.400 Litern Fassungsvermögen zum Teil deutlich größer als für Endverbraucher.
2016 wurde an Bag-in-Box-Verpackungen für Desinfektionstücher in Kliniken geforscht.